# A/Z
A/Z, originalmente como De la A a la Z, fue un late show transmitido por Televisión Nacional de Chile, conducido por Ignacio Franzani.

## Antecedentes
El programa originalmente iba a llamarse De la A a la Z e iba a transmitirse en el horario del mediodía una vez terminada la Copa Mundial de Fútbol de 2010, sin embargo el programa fue postergado a una fecha indefinida, por las vacaciones de invierno.
El espacio finalmente vio la luz el 21 de septiembre de 2010, ahora en un horario de medianoche y contaba con la participación de la exintegrante de El club de la comedia, Natalia Valdebenito y Fernando Larraín. El conductor anunció que el programa irá dirigido a revisar los hechos de la actualidad y diferentes invitados del quehacer nacional e internacional, junto con un juego de ironía y humor entre ellos.
El programa fue uno de los dos experimentos emprendidos por la televisión chilena para probar el éxito de los late shows (siendo muy populares en la televisión por cable) durante 2010 (con A tu día le falta Aldo de Canal 13). Sin embargo las audiencias conjuntas de ambos programas estaban muy lejos de su principal competencia, Morandé con compañía de Megavisión, al cual trataron de destronar como líder en el horario de trasnoche (aunque en años anteriores hubo breves intentos que tuvieron el mismo objetivo). Al ofrecer una alternativa más sofisticada y urbana que el mencionado programa (el cual destaca y ha basado su audiencia en un humor propio de revistas y dirigido también hacia un público aún rural), ambos programas salieron del aire tras la última semana del 2010. No obstante, en ningún caso se ha especificado que los programas fueran cancelados definitivamente, por lo que podrían volverse a emitir en el futuro.

## Historial

### Primera temporada
| Programa | Fecha                    | Invitados                                                      |
| -------- | ------------------------ | -------------------------------------------------------------- |
| 1        | 21 de septiembre de 2010 | Américo Verónica Villarroel                                    |
| 2        | 22 de septiembre de 2010 | Ena von Baer Florcita Motuda                                   |
| 3        | 23 de septiembre de 2010 | Ricarte Soto Jorge Drexler                                     |
| 4        | 28 de septiembre de 2010 | Marco Enríquez-Ominami Paola Volpato                           |
| 5        | 29 de septiembre de 2010 | Felipe Camiroaga Rubén Albarrán                                |
| 6        | 5 de octubre de 2010     | Joaquin Lavín Gonzalo Cáceres                                  |
| 7        | 6 de octubre de 2010     | Patricia Maldonado Genaro Arriagada                            |
| 8        | 7 de octubre de 2010     | Rafael Araneda La Prohibida                                    |
| 9        | 14 de octubre de 2010    | Francisco Vidal Emma Sepúlveda                                 |
| 10       | 19 de octubre de 2010    | Delfina Guzmán Hugo Zepeda                                     |
| 11       | 20 de octubre de 2010    | Carlos Pinto Gabriele Benni Pablo Araujo                       |
| 12       | 21 de octubre de 2010    | Evelyn Matthei Power Peralta                                   |
| 13       | 26 de octubre de 2010    | Cecilia Morel Juana Fé                                         |
| 14       | 27 de octubre de 2010    | Ricardo Lagos Weber Las Capitalinas                            |
| 15       | 28 de octubre de 2010    | Juan Antonio Labra Soledad Pérez                               |
| 16       | 2 de noviembre de 2010   | Diana Bolocco Chancho en Piedra                                |
| 17       | 3 de noviembre de 2010   | Francisco Melo Los Vásquez                                     |
| 18       | 4 de noviembre de 2010   | Pamela Díaz Los Quintanas Ricarte Soto                         |
| 19       | 9 de noviembre de 2010   | Katherine Salosny Pedro Aznar                                  |
| 20       | 10 de noviembre de 2010  | Magic Twins José Alfredo Fuentes Difuntos Correa               |
| 21       | 11 de noviembre de 2010  | Eduardo Bonvallet La Noche Japi Janes                          |
| 22       | 16 de noviembre de 2010  | Consuelo Saavedra Los 4 Fantásticos                            |
| 23       | 17 de noviembre de 2010  | Nicolás Larraín Miguel Piñera                                  |
| 24       | 18 de noviembre de 2010  | Claudia Conserva Álvaro Escobar Los Bunkers                    |
| 25       | 23 de noviembre de 2010  | Karen Doggenweiler Juan José Campanella                        |
| 26       | 24 de noviembre de 2010  | Hernán de Solminihac Francisca Imboden Sinergia                |
| 27       | 25 de noviembre de 2010  | DJ Méndez Alfredo Castro Amparo Noguera Pablo Larraín          |
| 28       | 30 de noviembre de 2010  | Fulvio Rossi Lucybell                                          |
| 29       | 1 de diciembre de 2010   | Beto Cuevas Ivette Vergara                                     |
| 30       | 2 de diciembre de 2010   | Mario Kreutzberger Carolina de Morás Villa Cariño              |
| 31       | 7 de diciembre de 2010   | Mónica Pérez Chancho en Piedra                                 |
| 32       | 9 de diciembre de 2010   | Mauricio Bustamante Marlén Olivarí Valija Diplomática          |
| 33       | 14 de diciembre de 2010  | Sigrid Alegría Palta Meléndez Los Bunkers                      |
| 34       | 15 de diciembre de 2010  | Iván Arenas Claudio Moreno Nicole                              |
| 35       | 16 de diciembre de 2010  | Pedro Carcuro Tomo Como Rey                                    |
| 36       | 22 de diciembre de 2010  | Laurence Golborne Ricarte Soto Inti-Illimani Histórico         |
| 37       | 28 de diciembre de 2010  | Felipe Camiroaga Claudio Narea Miguel Tapia                    |
| 38       | 29 de diciembre de 2010  | José Miguel Viñuela Valeria Ortega Schettino Sexual Democracia |